# 夏洛特·沃辛顿
夏洛特·沃辛顿（英語：Charlotte Worthington，1996年6月26日—），英国女子自行车运动员。她曾代表英国参加2020年夏季奥林匹克运动会自行车比赛，获得女子自由式小轮车金牌。